# Aud Djupaudga
Aud Djupauga (norrønt Auðr in djúpúðga) eller Aud den dybsindige og tillige kaldet Ød eller Øde, var datter af den skånske kong Ivar Vidfamne og mor til Harald Hildetand. Hun nævnes i de islandske sagaer Sögubrot, Hversu Noregr byggðist og kvadet Hyndluljóð. Aud kan tænkes at have levet i 600-tallet og 700-tallet. Tilnavnet antyder, at hun blev regnet som klog. 
Hun blev gift med Hrørek af Lejre (Hrærekr slöngvanbaugi), småkonge af Sjælland, og fik sønnen Harald Hildetand med ham, men ville selv hellere være sammen med dennes bror Helge den Hvasse. Ivar Vidfamne løste problemet ved at fortælle Hrørek, at Aud var utro med broderen Helge, hvilket fik Hrørek til at dræbe sin bror. Ivar underlagde sig dermed Sjælland udover Sveariget.
Hun flygtede sammen med sin søn fra sin far, og blev senere gift med Ráðbarðr, der måske var identisk med friserkongen Radbod.
De forskellige kilder kender kun til dette ene barn af Ivar Vidfadme, men i Hervarar saga kaldes hun dog for Alfhild i stedet for Auðr.
Drottning Ödas Restaurang og Ställplats Drottning Öda på Öland er opkaldt efter Aud den dybsindige. Ligeledes har en sten på østkysten af Öland fået tillagt navn efter Aud.